# Rio Buta Mică
O Rio Buta Mică é um rio da Romênia afluente do Rio Buta, localizado no distrito de Hunedoara.